# Submostreig de la croma
El submostreig de la croma és un mètode de codificació d'imatge i de video que s'implementa assignant menys resolució a la component de crominància que a la de luminància.
Aquest mètode ve motivat per les limitacions de transmissió de senyal que fan que sigui necessari comprimir-lo, i per la característica del que el sistema visual humà sigui més sensible a les variacions de luminància que a les de color (crominància).

## Introducció
El senyal de video és dividit en les components luminància (luma) i crominància (croma). La component luma dona la mesura de la intensitat de la llum, la proporció de blanc i negre que té el pixel. La component croma aproxima el color. La component luma (Y’) es forma segons la següent fórmula:
```
Y’ = rR’ + gG’ + bB’
```

On les variables en minúscula representen els coeficients de luminància, que són diferents pels estàndards ITU 601 (definició estàndard) i ITU 709 (alta definició). Les variables en majúscula representen els valors triestímul R,G,B després de l'aplicació de la correcció gamma.
La informació del color és transportada a les components de diferència de color (B’ - Y’) i (R’ - Y’). Aquestes components són escalades i compensades per diversos factors per poder ser emmagatzemades o transportades a través de les plataformes de video. En notació de video digital aquestes components resulten en Cb i Cr.

## Notació
El submostreig es mostra com una cadena de 3 (o de vegades 4) nombres enters separats per punts (per exemple 4:2:2). La relació entre els nombres mostra el grau de submostreig vertical o horitzontal.
El primer dígit acostuma a ser un 4 en referència al fet que la freqüència de mostreig era aproximadament quatre vegades a la freqüència subportadora de color dels estandars PAL o NTSC. La relació amb el mostreig de la component de video actual, a 13.5 MHz, és de 3³/⁸ MHz.
Les proporcions de la croma solen ser potències de dos : 4, 2 o 1, encara que existeix el submostreig 3:1:1, que s'utilitza en dispositius de televisió d'alta definició.
El quart dígit, si és inclòs, ha de ser idèntic al primer dígit i indica la presència d'un quart canal del senyal que conté la informació de la transparència (canal alpha), mostrejat de forma idènica a la component luma.
Per calcular el factor d'amplada de banda necessària per les components del submostreig s'han de sumar tots els factors (per exemple, 4:4:4) i dividir el resultat per 12 o 16, si es tracta d'un factor de quatre components.

## Tipus de submostreig
A continuació s'expliquen les diferents classes de submostreig que podem trobar. La figura mostra de forma gràfica els casos més comuns. Les files superiors representen la component luma, les centrals les components croma i les inferiors la combinació resultant, a nivell de pixel.

Sistemes de submostreig

### 8:4:4
Cada una de les components de color, Cb i Cr, tenen la mateixa freqüència de mostreig. La component luma té el doble de resolució. Aquest sistema és utilitzat pels escàners de pel·lícules d'alta gamma, DataCine, telecinema i dispositius de classificació del color. Aquests factors representen aproximadament una resolució de 10 MHz per luma i de 5 MHz per croma (el model 4:4:4 necessita 5 MHz per les tres).

### 4:4:4
Quan aquests factors es refereixen a les components R’G’B’, significa que no hi ha submostreig de la croma, les components tenen la màxima resolució. Formats de video professionals com el HDCAM SR permeten adquirir video 4:4:4 R’G’B’ a través de la doble connexió HD-SDI. Aquesta notació també pot fer referència a les components abans del submostreig.
Els factors també poden fer referència a les components Y’CbCr, i de la mateixa forma indica que no s'ha aplicat submostreig, és a dir, que les tres components tenen la mateixa resolució. S'utilitza a postproducció cinematogràfica.

### 4:2:2
És utilitzat en estudis, sistemes professionals DV50 i pel format MPEG-2, i es tracta de l'esquema de submostreig recomanat per la ITU 601, normativa per l'estandardització de la digitalització de video.
En aquest sistema de submostreig, les components de color Cb i Cr són mostrejades per un factor horitzontal de 2 i situades amb les components de luma, per tant, la freqüència de mostreig de les components croma és la meitat que la de luma. Els 12 bytes de R’G’B’ necessaris es redueixen a 8, efectuant una compressió amb pèrdues per un factor 1,5:1.

### 4:1:1
Les components Cb i Cr són submostrejades per un factor de 4 horitzontal, és a dir, que es redueixen a un quart. L'ample de bada total necessari es redueix a la meitat, en comparació al format 4:4:4.
És utilitzat en alguns sistemes de captura de video digital, per exemple el DV25.

### 4:2:0
Aquest sistema és utilitzat pels formats JPEG/JFIF a nivell d'imatge, pel format H.261 per videoconferència, pel format MPEG-1, DV25 i a algunes variants del format MPEG-2.
Les components Cb i Cr són submostrejades per un factor 2 horitzontal i per un factor 2 vertical. Els 12 bytes de R’G’B’ són reduïts a 6, i per tant, el factor de compressió amb pèrdua és de 2:1.
Existeixen moltes variants del submostreig 4:2:0. Algunes varien la posició horitzontal i altres la vertical de la posició de les components de color.

### 3:1:1
És un sistema utilitzat pel format HDCAM de Sony. En la dimensió horitzontal es mostreja la luma a ¾ del total de la freqüència de mostreig (1440 mostres per fila en lloc de les 1920). La croma és mostrejada a 480 mostres per fila, un terç de les mostres de luma.

## Formats de video
La taula següent mostra la majoria dels formats de video mencionats i el tipus de submostreig aplicat, a més d'altres paràmetres relacionats com la taxa de bits generada, el factor de compressió i la resolució resultant, que es veuen afectats pels diferents sistemes de submostreig de les components de color.

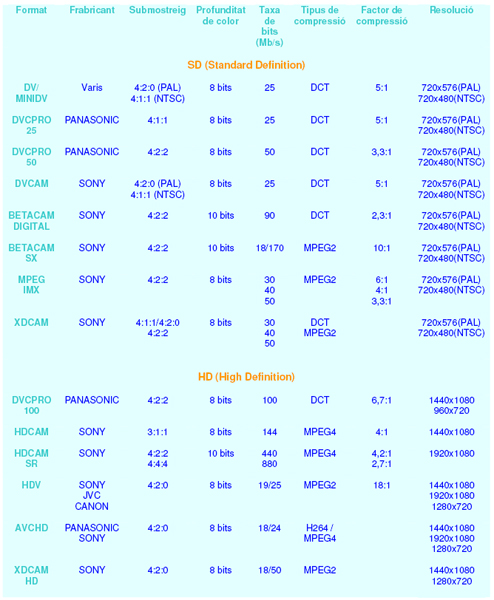
Formats de video

## Problemes del submostreig
Un dels problemes que pot sorgir del submostreig de la croma és que al reconstruir la component croma alguns colors poden quedar fora de gamma de l'espai de color. Això es pot deure al fet que alguns valors surtin negatius després de la conversió o pot ser resultat no desitjat de l'aplicació d'un filtratge durant el submostreig.
Una de les solucions a aquest problema és utilitzar la informació de la luma per ajudar a la reconstrucció de la informació de la croma a partir de les mostres submostrejades. Aquest méode de reconstrucció s'anomena reconstrucció de la croma dins del rang.